# Kildare
Pour les articles homonymes, voir Kildare (homonymie).
Kildare (Cill Dara en gaélique irlandais, c'est-à-dire « Église des chênes ») est une ville du comté de Kildare en Irlande. Bien qu'elle donne son nom au comté, Kildare n'en est pas le chef-lieu, ce privilège revenant à Naas. La ville se situe à environ 50 km à l'ouest de Dublin, suffisamment près pour être devenue une ville-dortoir de la capitale.
Kildare abrite le plus important haras d'Irlande, l’Irish National Stud, ainsi que des jardins japonais. La plupart des terres environnantes sont utilisées pour l'élevage de chevaux.

## Historique
À l'ère pré-chrétienne, Kildare était le site d'un autel dédié à la divinité celtique Brigid.
Au XIIIe siècle, les Hospitaliers y ont établi une commanderie, à un kilomètre au sud de la ville actuelle, précisément à « Tully » que l'on appelle de nos jours « Black Abbey ». Les Templiers étaient également présents non loin de là, à « Kilcork » (environ 10 km au sud, près de Fontstown au lieu-dit « Castlefarm ») et « Rathbride » (environ 4 km au nord-est). Leurs biens ayant été rattachés à cette commanderie hospitalière après leur disparition.

## Jumelages
- Corps-Nuds (France)
- Deauville (France)

Les municipalités de Saint-Ambroise-de-Kildare et Sainte-Marcelline-de-Kildare au Canada sont nommées en partie en l'honneur de Kildare.